# Contea di Comanche (Kansas)
La contea di Comanche in inglese Comanche County è una contea dello Stato del Kansas, negli Stati Uniti. La popolazione al censimento del 2010 era di 1 891 abitanti. Il capoluogo di contea è Coldwater

## Storia
La contea è stata fondata il 26 febbraio 1867.

## Geografia fisica
Secondo lo United States Census Bureau, la contea ha una superficie di 2045 km² di cui 2,0413 km² è terra (99.98%) e 4 km² (0,2%) acque interne.

### Contee confinanti
- Contea di Kiowa (nord)
- Contea di Barber (est)
- Contea di Woods, Oklahoma (sud)
- Contea di Harper, Oklahoma (sudovest)
- Contea di Clark, (ovest)

### Evoluzione demografica

Piramide delle età

## Infrastrutture e trasporti

### Strade
- U.S. Route 160
- U.S. Route 183
- Kansas Highway 1

## Geografia antropica

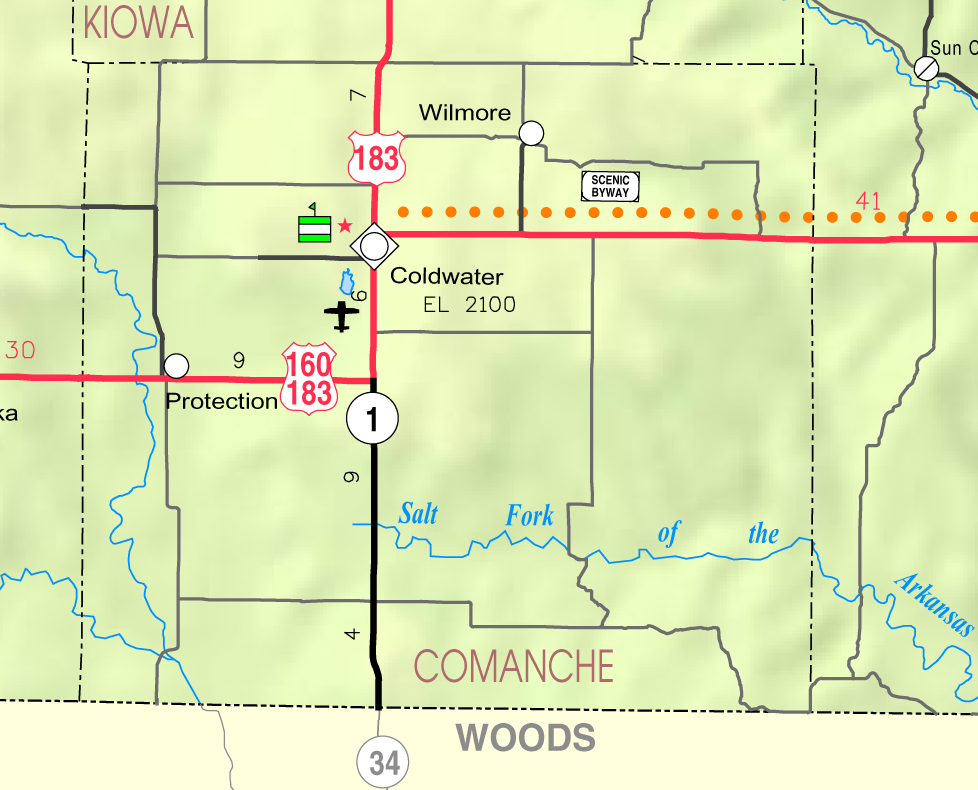

### Città
- Coldwater
- Protection
- Wilmore

### Area non incorporata
- Buttermilk

### Township
La contea di Comanche è divisa in quattro township.
Le Township della contee sono:
- Avilla
- Coldwater
- Powell
- Protection